# Guillaume (margrave de la Marche du Nord)
Pour les articles homonymes, voir Guillaume.
Guillaume margrave de la Marche du Nord (mort le 10 septembre 1056)  fut margrave de la marche du Nord de 1051 à sa mort.

## Biographie
Guillaume, comte d'Haldensleben depuis 1044, est le fils ainé et successeur du margrave  Bernard II né de son union avec une fille de Vladimir le Grand. Il meurt lors d'une combat contre les slaves lors de la bataille de  Pritzlawa. À sa mort Henri III du Saint-Empire désigne comme nouveau margrave Lothaire Udo Ier comte de la Marche de Stade qui doit faire face aux revendications du demi-frère de son prédécesseur Otto.

## Sources
- (en) Medieval Lands Project: Nobility of Brandenburg.
- (en) Bury, J. B. (editor), The Cambridge Medieval History: Volume III, Germany and the Western Empire, Cambridge University Press, 1922, p. 306